# Sjundeå gymnastikförening
Sjundeå gymnastikförening (SGF) är en svenskspråkig sportklubb i Sjundeå i sydvästra Finland. Ursprungligen hette föreningen Sjundeå kvinnliga gymnaster. SGF har ett brett träningsutbud med mångsidig gymnastik, träning och motion för barn, ungdomar och vuxna.
På programmet finns bland annat gymnastik, konditionsträning, dans, redskapsgymnastik, akrobatik, yoga, zumba, kettlebell, sagobalett, familjegymnastik, mamma- och babygymnastik och seniorgymnastik. Föreningen ordnar också sportlovs- och sommarläger för barn och sommargympa för vuxna.